# The Joy of Motion
Albums de Animals as Leaders
Weightless
(2011) The Madness of Many
(2016)
The Joy of Motion est le troisième album studio du groupe instrumental américain Animals as Leaders. Il est sorti le 24 mars 2014 en Europe et le 25 mars en Amérique du Nord, sous le label Sumerian Records. L'album entier a été mis en ligne sur YouTube le 19 mars 2014.

## Liste des titres
Tous les morceaux ont été écrits par Animals as Leaders.
| 1.    | Ka$cade                    | 5:23 |
| 2.    | Lippincott                 | 4:22 |
| 3.    | Air Chrysalis              | 5:06 |
| 4.    | Another Year               | 3:50 |
| 5.    | Physical Education         | 4:41 |
| 6.    | Tooth and Claw             | 4:23 |
| 7.    | Crescent                   | 4:23 |
| 8.    | The Future That Awaited Me | 4:33 |
| 9.    | Para Mexer                 | 4:29 |
| 10.   | The Woven Web              | 4:07 |
| 11.   | Mind-Spun                  | 4:35 |
| 12.   | Nephele                    | 4:31 |
| 54:23 |                            |      |

## Composition du groupe
- Tosin Abasi : guitare
- Javier Reyes : guitare
- Matt Garstka : batterie